# Tomás García de Zúñiga
Inocencio Tomás García de Zúñiga (Buenos Aires, 28 de diciembre de 1780 – Río de Janeiro, 26 de agosto de 1843) fue un militar y estanciero de activa participación en la Banda Oriental.    
Entre 1810 adhirió al movimiento independentista. Tras la Asamblea del año XIII fue nombrado diputado por Montevideo. Participó en las misiones diplomáticas al Cabildo de Buenos Aires encomendadas por Artigas conocidas como instrucciones del año xiii. En 1817 renuncia a la Liga Federal y se alía a las fuerzas del Reino Unido de Portugal, Brasil y Algarve, más tarde sería designado presidente del Estado Cisplatino.
Junto a Fructuoso Rivera, Dámaso Larrañaga, Nicolás Herrera y Juan José Durán, integraba el denominado club del Barón, nombre con el que se conoció al principal grupo de colaboradores del general Carlos Federico Lecor.

## Familia
Era hijo del brigadier Juan Francisco García de Zúñiga y de Francisca Warnes (hija de Manuel Antonio Warnes y Josefa Benedicta Arráez). Entre sus hermanos se encontraba el estanciero Victorio García de Zúñiga, cercano a Juan Manuel de Rosas.   
Su abuelo Manuel Antonio casó en segundas nupcias con quien fuera su tía, Ana García de Zúñiga, hermana de Juan Francisco. Por lo tanto era primo hermano -al mismo tiempo que sobrino- del coronel Ignacio Warnes, sargento mayor Martín Warnes, doña Martina Warnes y doña Manuela Warnes, primera dama de Chile por ser cónyuge del general José Joaquín Prieto.  
En 1811 contrajo matrimonio con su prima hermana María Ignacia García de Zúñiga (hija de Esteban García de Zúñiga y Agustina Moxlins) con quien tuvo numerosa descendencia.

## Biografía

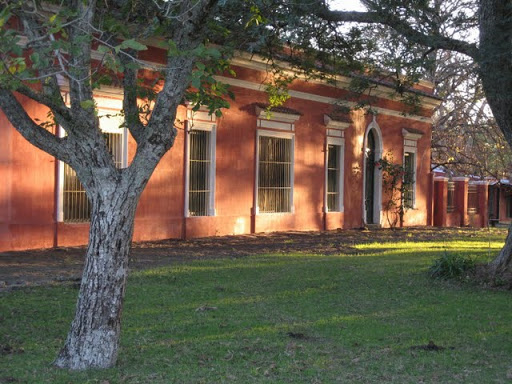
Estancia La Calera, de Paysandú.

Cursó sus estudios en la Universidad de San Felipe, Chile, donde obtuvo notas en las asignaturas de bachillerato, siguiendo luego jurisprudencia y graduándose de Doctor en Cánones y Leyes el 30 de enero de 1801. Posteriormente viajó a Montevideo para atender los negocios familiares.
Su padre era uno de los comerciantes más acaudalados del virreinato, poseía una concesión otorgada por el cabildo que le permitía dominar el negocio de la exportación de carne en el puerto de Montevideo. 
Siguió los pasos de su padre y en sus primeros años se dedicó a la explotación agropecuaria. Heredó en Paysandú la magnífica estancia La Calera, cuyas 150.00 hectáreas eran un importante centro de producción ganadera de las más modernas de su época, equipado con molinos ingleses, corrales, y comodidades para el caserío como calefacción y baños. 
Apoyó la revolución independentista desde los primeros días y en 1812 capturó a José Culta —que había ido a robarle— y lo convenció de que se sumara a la revolución artiguista, para lo que le dio todo tipo de apoyo.
Vinculado a José Gervasio Artigas, este le encomendó en 1812 una delicada misión diplomática ante el gobierno de Buenos Aires, que no tuvo éxito, en la que se pedía entre otras cosas la rehabilitación de Artigas (declarado traidor por Manuel de Sarratea) y garantías de que no habría un nuevo armisticio con los españoles. Artigas recomendó al Congreso de abril de 1813, en su Oración Inaugural, supeditar el reconocimiento de la Asamblea Constituyente, reunida en Buenos Aires a recibir una respuesta satisfactoria a aquellas pretensiones, que nunca fueron atendidas. Posteriormente García de Zúñiga participó en el Congreso de Capilla Maciel —diciembre de 1813— e integró el gobierno de la Provincia Oriental escogido en esa ocasión, lo que lo distanció transitoriamente de Artigas. Sin embargo, continuó siendo uno de sus principales colaboradores y cuando Montevideo fue tomada por los artiguistas en marzo de 1815, integró el Cabildo como alcalde de primer voto. Muy pronto la rudeza del general Fernando Otorgués y la línea radical impuesta por Artigas desde Purificación generaron disconformidad en el Cabildo, integrado por elementos del patriciado.
Los conflictos llevaron a que Artigas destituyera a Otorgués y ordenara a este depositar el poder en el cabildo. Este así lo hizo, pero el 10 de junio de 1815 estalló una rebelión que exigía que Otorgués se mantuviera en el gobierno y ese eligiese un nuevo cabildo, porque “no tenían confianza en sus representantes”.

El cabildo resistió esta imposición; García de Zúñiga, junto a Felipe Cardoso y Ramón Piedra, fue el más decidido defensor de los que fueron violentados, pero dada la correlación de las fuerzas, terminaron los tres por retirarse de la sucesión. Al otro día se instaló un congreso presidido por Lucas Obes para elegir los nuevos cabildantes, y ante él presentaron la renuncia los regidores en funciones; el congreso rechazó todas las dimisiones menos las de García de Zúñiga y la de Cardoso, que fueron aceptadas. Cuando Artigas se enteró de estos incidentes ordenó se realizase una consulta al pueblo de Montevideo. El resultado fue desfavorable a los dos regidores objetados, que quedaron fuera del cuerpo capitular. Esta actitud tibia del caudillo en apoyo de los que más firmemente habían defendido el cumplimiento de sus órdenes, puede haber influido al posterior alejamiento de García de Zúñiga respecto al movimiento y a su líder.

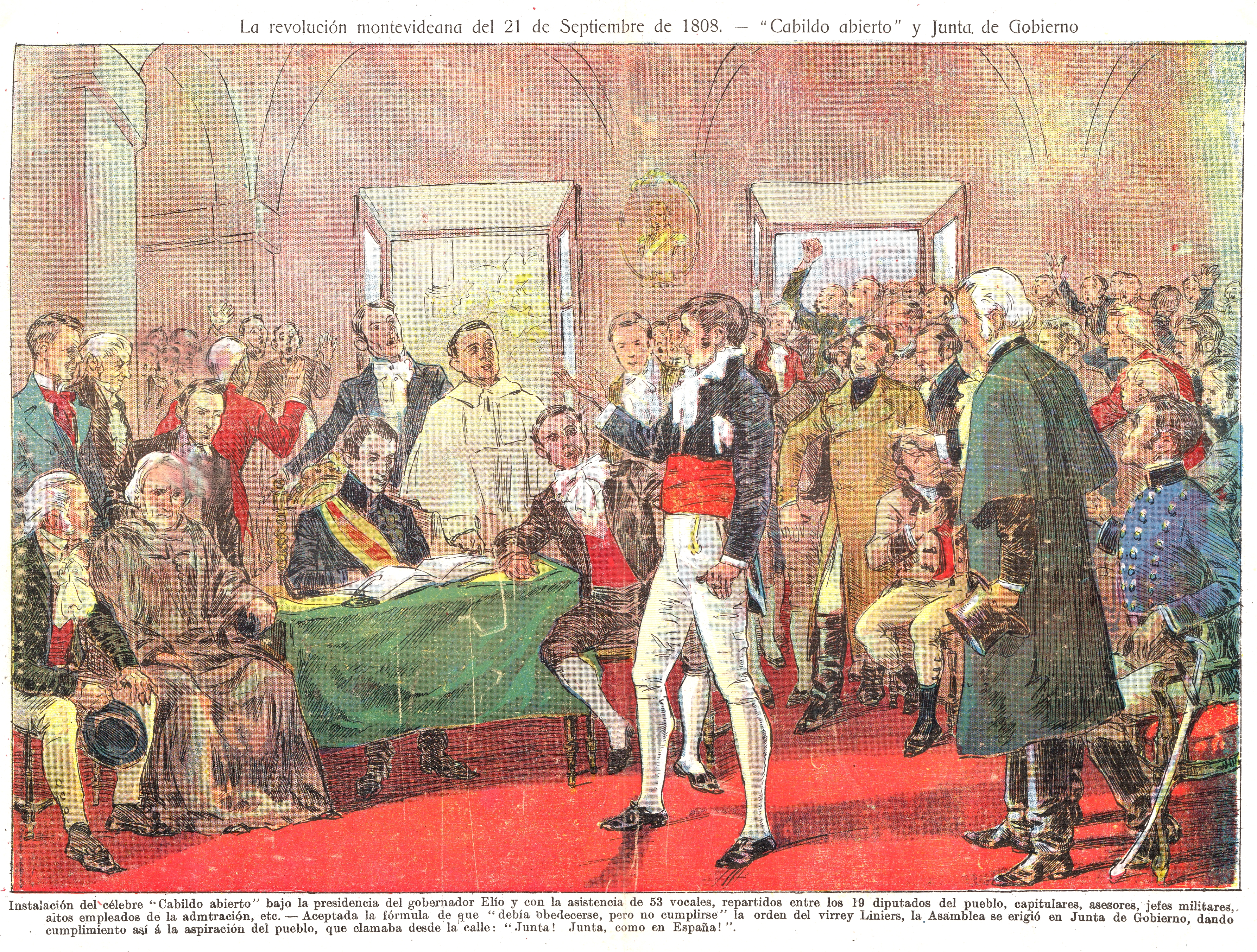
Instalación del Cabildo abierto de Montevideo.

## Alejamiento del Artiguismo
Al producirse la Invasión Portuguesa de 1816, Artigas lo nombró jefe de la división de San José de Mayo. Combatió a los invasores y en 1817, cuando se produjo la primera crisis interna del artiguismo y varios jefes prácticamente se sublevaron rechazando el nombramiento de Fructuoso Rivera al frente del Ejército del Sur, se le ofreció – por parte de los rebeldes el cargo de comandante interino del Ejército, pero se rehusó aceptarlo. 
En 1818 fue sorprendido en Canelones, junto a Joaquín Suárez – quien logró escapar – y Miguel Barreiro, y tomado prisionero. Carlos Federico Lecor ordenó que se tratase a los dos capturados con máximas consideraciones y se les trasladase a Montevideo. Allí Barreiro, que se declara prisionero de guerra, fue encarcelado y luego confinado en un barco, pero quedó en libertad, con la ciudad por celda. Fascinado por la personalidad de Lecor, por la vida refinada que llevaban los ocupantes y los honores que les ofrecieron los portugueses, no sólo abandonó toda intención de volver a la lucha sino que se sumó a la causa luso-brasileña. Se convirtió en uno de los más cercanos colaboradores de Lecor y, cuando este fue nombrado Barón de la Laguna, se integró al círculo íntimo conocido como el Club del Barón.

## Vinculación a la causa Luso–Brasileña

Armas de la casa de Zúñiga.

Fue uno de los más activos organizadores del Congreso Cisplatino (1821) y diputado del mismo, votó la incorporación de la Provincia Oriental al Reino Unido de Portugal, Brasil y Algarve con el nombre de Provincia Cisplatina, supeditado en ciertas garantías autonómicas.
Fue designado luego síndico procurador de la Provincia, integró la Cámara de Apelaciones y por estos servicios, fue galardonado con el título de Barón de la Calera. Al producirse la ruptura entre el general Álvaro da Costa y Lecor, como consecuencia de la declaratoria de Independencia del Brasil, el movimiento de los Caballeros Orientales tomó posesión del Cabildo de Montevideo. Que se declaró Cabildo Representante e inició una campaña de expulsión de los ocupantes y de retorno al seno de las Provincias Unidas del Río de la Plata.

Provincia Cisplatina (en color rojo)

Pero él y restantes miembros del Club del Barón permanecieron fieles a Lecor, que había abrazado la causa del nuevo Estado. Convertido en incondicional a Lecor, García de Zúñiga ni siquiera acompañó a Nicolás Herrera cuando este protestó por el no cumplimiento de la constitución brasileña y la prolongación de la dictadura militar de Lecor.
En 1826 se lo nombra Presidente de la Provincia Cisplatina, previsto por la Constitución Brasileña. En agosto de 1827 pasó a ocupar ese alto cargo. El cambio fue notorio; desplazado Lecor del gobierno político, el nuevo presidente, respetó escrupulosamente los derechos individuales y gobernó con moderación, dentro de las difíciles condiciones de una ciudad sitiada por los orientales y argentinos en guerra contra Brasil (Guerra del Brasil). Una vez firmada la Convención Preliminar de Paz (1828) e iniciado el retiro de los brasileños, el presidente provincial, carente de recursos para facilitar esa evacuación, ordenó al Consulado de Comercio de Montevideo que le entregase una gruesa suma de dinero.
Al constituirse, el 24 de noviembre de 1828, la Asamblea General Constituyente y Legislativa del nuevo Estado Oriental, trató de hacer valer la legitimidad de su cargo y sostuvo que los diputados que le correspondían a Montevideo (ocho) debían ser elegidos dentro de la ciudad y de acuerdo a las leyes brasileñas. Pero la pretensión no sólo era inaceptable para los demás miembros de la Asamblea y para el Gobierno, sino que contravenía precisas disposiciones de la Convención Preliminar de Paz, por lo que fue rechazada. 
Al contrario de algunos de sus excompañeros del Club del Barón que se plegaron de inmediato a las nuevas autoridades nacionales, se mantuvo coherente con su respaldo a la finiquitada ocupación y abandonó su patria junto a las últimas tropas brasileñas para radicarse en la entonces República de Río Grande.